# Пальмар-де-Варела
Пальмар-де-Варела (исп. Palmar de Varela) — город и муниципалитет на севере Колумбии, на территории департамента Атлантико.

## История
Поселение, из которого позднее вырос город, было основано в 1762 году. Муниципалитет Пальмар-де-Варела был выделен в отдельную административную единицу в 1856 году.

## Географическое положение
Город расположен в восточной части департамента, в пределах Прикарибской низменности, к западу от реки Магдалена, на расстоянии приблизительно 20 километров к юго-юго-востоку (SSE) от города Барранкилья, административного центра департамента. Абсолютная высота — 7 метров над уровнем моря.
Муниципалитет Пальмар-де-Варела граничит на севере и западе с территорией муниципалитета Санто-Томас, на юге — с муниципалитетом Понедера, на востоке — с территорией департамента Магдалена. Площадь муниципалитета составляет 94 км².

## Население
По данным Национального административного департамента статистики Колумбии, совокупная численность населения города и муниципалитета в 2015 году составляла 25 341 человек.
Динамика численности населения муниципалитета по годам:
| 2005   | 2006   | 2007   | 2008   | 2009   | 2010   | 2011   | 2012   | 2013   | 2014   | 2015   |
| ------ | ------ | ------ | ------ | ------ | ------ | ------ | ------ | ------ | ------ | ------ |
| 23 674 | 23 845 | 24 027 | 24 200 | 24 379 | 24 544 | 24 712 | 24 874 | 25 043 | 25 190 | 25 341 |

Согласно данным переписи 2005 года мужчины составляли 50,5 % от населения Пальмар-де-Варелы, женщины — соответственно 49,5 %. В расовом отношении белые и метисы составляли 99,97 % от населения города; негры, мулаты и райсальцы — 0,03 %.
Уровень грамотности среди всего населения составлял 89,5 %.

## Экономика
Основу экономики Пальмар-де-Варелы составляет сельское хозяйство.

51,2 % от общего числа городских и муниципальных предприятий составляют предприятия торговой сферы, 34,6 % — предприятия сферы обслуживания, 13 % — промышленные предприятия, 1,2 % — предприятия иных отраслей экономики.

## Транспорт
Через город проходит национальное шоссе № 25 (исп. Ruta Nacional 25).